# El informe de la minoría
El informe de la minoría (en inglés: The Minority Report) es un relato escrito por Philip K. Dick en enero de 1956, publicado inicialmente en la revista Fantastic Universe. En una sociedad futura, tres mutantes prevén todos los delitos antes de que ocurran. Conectados a una gran máquina, estos "precognitivos" o "precogs" permiten que una división de la policía llamada PreCrimen arreste a los sospechosos antes de que puedan cometer delitos reales. Cuando se predice que el jefe de PreCrimen, John Anderton, asesinará a un hombre del que nunca ha oído hablar, Anderton está convencido de que se está gestando una gran conspiración.
La historia refleja muchas de las ansiedades personales de Dick durante la Guerra Fría, en particular cuestionando la relación entre autoritarismo y autonomía individual. Como muchas historias que tratan del conocimiento de eventos futuros, el relato cuestiona la existencia del libre albedrío. El título se refiere a la opinión disidente de uno de los precognitivos. Este relato fue llevado al cine en 2002 por Steven Spielberg en la película Minority Report, protagonizada por Tom Cruise, Colin Farrell, Samantha Morton y Max von Sydow. La película también tuvo un videojuego beat'em up, publicado por la desarrolladora Activision en ese mismo año y una serie de televisión homónima, que debutó en Fox Network el 21 de septiembre de 2015, pero fue un fracaso comercial que dejó solamente una temporada al aire.

## Argumento
John Allison Anderton es el creador envejecido y comisionado jefe de policía de la División de PreCrimen, en la que tres mutantes llamados "precogs" predicen todos los delitos antes de que ocurran. Mientras muestra a su nuevo joven segundo al mando Ed Witwer por las instalaciones, Anderton se sorprende al recibir un informe de que se prevé que él, Anderton, asesinará a un hombre en la próxima semana. Creyendo que Witwer lo ha incriminado para robarle su trabajo, Anderton le dice a su esposa mucho más joven, Lisa, otro oficial de policía, aunque pronto sospecha que ella y Witwer pueden estar unidos en una conspiración contra él.
Sabiendo que una copia del informe se envía automáticamente al Ejército como salvaguardia, Anderton se apresura a casa, donde es secuestrado repentinamente por hombres armados y llevado ante Leopold Kaplan: un general retirado y la víctima de asesinato prevista de Anderton, aunque los dos nunca se han conocido. El general Kaplan escucha la súplica de Anderton y luego lo entrega a la policía. En el camino, un accidente de tráfico le permite a Anderton escapar y luego contactar a un amigo en PreCrimen para preguntar sobre un "informe minoritario": un tipo de opinión disidente, en la que una de las predicciones de los tres precogs entra en conflicto con las otras dos. De hecho, existe un informe minoritario, en el que Anderton se abstendría de asesinar a Kaplan, una vez que tuviera conocimiento de la predicción. Anderton se encuentra ahora en una trampa y debe decidir si permanecer en silencio y entregarse o hablar sobre el informe de la minoría, revelando así una falla que podría desacreditar a todo el sistema de PreCrimen. Lisa convence con éxito a Anderton de que no se está produciendo ninguna conspiración y exige a punta de pistola que Anderton se entregue hasta que un soldado del ejército la ataca. Someten al atacante y descubren que el ejército está tratando de debilitar la credibilidad de PreCrimen; incluso organizaron el accidente de tráfico anterior para permitir que Anderton escapara. 
Ya no está seguro de en quién confiar. Anderton escucha atentamente cada uno de los informes de precog individualmente y luego va a un mitin del Ejército donde el general Kaplan está a pocos minutos de leer en voz alta el "informe minoritario" de Anderton al público, mostrando cómo innumerables personas pueden haber sido injustamente arrestadas a través del sistema de PreCrimen. De repente, Kaplan se da cuenta de algo que lo hace huir, pero sorprendentemente, Anderton saca su arma y dispara a Kaplan hasta matarlo.
Anderton es arrestado y tanto él como Lisa, como su cómplice, están programados para transporte penal a otro planeta. Antes de dejar la Tierra, Anderton le explica a Ed Witwer su razonamiento para dispararle a Kaplan. Después de obtener los informes precognitivos, se dio cuenta de que los tres eran "informes minoritarios" en cierto modo porque cada uno describía tres situaciones completamente diferentes, en lugar de una situación única con dos posibles resultados. Anderton se dio cuenta de que cada informe después del primero estaba sesgado por tener conocimiento de los informes anteriores. El primer informe sugirió que mataría a Kaplan para evitar que PreCrimen fuera desacreditado y cerrado. El segundo informe sugirió que, después de leer el primer informe, decidiría no disparar a Kaplan para evitar el arresto. El tercer informe sugirió que Kaplan planeaba desacreditar al PreCrimen para promulgar un estado de emergencia y una ley marcial, lo que resultó en un golpe militar en el que el Ejército reemplazaría a PreCrimen, lo que llevó a Anderton a la decisión de que tenía que asesinar a Kaplan después de todo. Al ver esto como el menor de dos males, Anderton decidió seguir el camino predicho en ese tercer informe y matar a Kaplan. Así, toda la situación se ha convertido en una profecía autocumplida. Cuando Anderton y Lisa están a punto de ser transportados, Anderton advierte a Ed Witwer, quien ha heredado nerviosamente el trabajo de Anderton, que la misma situación podría sucederle en cualquier momento a Witwer también.

### Temática
Dick, en cambio, refleja en el relato que el protagonista demuestra no solo su inocencia, sino que el sistema además no tuvo error, en un giro argumental que recuerda mucho a la edad de oro de la ciencia ficción y a las historias de robots de Isaac Asimov en particular.

## PreCrimen
Es un sistema policial predictivo dedicado a aprehender y detener a las personas antes de que tengan la oportunidad de cometer un delito determinado. En el momento de la historia, ha estado funcionando durante treinta años. Este método ha reemplazado el sistema tradicional de descubrir un crimen y su autor después de que el crimen ya ha sido cometido, y luego emitir el castigo después del hecho. Como dice Witwer al principio de la historia, "el castigo nunca fue un gran impedimento y difícilmente podría haber proporcionado consuelo a una víctima ya muerta". A diferencia de la adaptación cinematográfica, la versión de historia de PreCrimen no se ocupa únicamente de los casos de asesinato, sino de todos los delitos. Como afirma el comisionado John A. Anderton (el fundador de PreCrimen), "PreCrimen ha reducido los delitos graves en un 99,8%".
Tres mutantes, conocidos como precogs, tienen habilidades premonitorias que pueden utilizar para ver hasta dos semanas en el futuro. Los precognitivos están atados a máquinas, balbuceando sin sentido mientras una computadora escucha y convierte este galimatías en predicciones del futuro. Esta información se transcribe en tarjetas perforadas convencionales que se expulsan en varias ranuras codificadas. Estas tarjetas aparecen simultáneamente en Precrime y en el cuartel general del ejército para evitar la corrupción sistémica.

### Precogs
Los precogs son mutantes, talentos identificados que se desarrollaron aún más en una escuela de formación operada por el gobierno; por ejemplo, un precog fue inicialmente diagnosticado como "un idiota hidrocefálico", pero el talento del precog se encontró bajo capas de tejido cerebral dañado. Los precogs se mantienen en posición rígida mediante bandas de metal, abrazaderas y cableado, sujetándolos a sillas especiales de respaldo alto. Sus necesidades físicas se atienden automáticamente y Anderton afirma que no tienen necesidades espirituales. Su apariencia física está distorsionada de la de un humano común, con cabezas agrandadas y cuerpos atrofiados. Los precogs se "deforman" y "retrasan" ya que "el talento lo absorbe todo"; "el lóbulo esp encoge el equilibrio del área frontal". Ellos no comprenden sus predicciones; solo a través de la ayuda tecnológica y mecánica se pueden desentrañar sus tonterías. Los datos producidos no siempre pertenecen a delitos o asesinatos, pero esta información luego se transmite a otros grupos de personas que usan las necesidades precognitivas para crear otras necesidades futuras.

### Informes mayoritarios y minoritarios
Cada uno de los tres precogs genera su propio informe o predicción. Los informes de todos los precogs son analizados por una computadora y, si estos informes difieren entre sí, la computadora identifica los dos informes con la mayor superposición y produce un "informe mayoritario", tomando esto como la predicción precisa del futuro. Pero la existencia de informes mayoritarios implica la existencia de un "informe minoritario". En la historia, el comisionado de la Policía de PreCrimen, John A. Anderton, cree que la predicción de que cometerá un asesinato se generó como un informe mayoritario. Se propone encontrar el informe de la minoría, que le daría un futuro alternativo.
Sin embargo, como averigua Anderton, a veces los tres informes difieren significativamente y puede que no haya un informe mayoritario, aunque dos informes pueden haber tenido suficiente en común para que la computadora los vincule como tales. En la historia, todos los informes sobre Anderton difieren porque predicen eventos que ocurren secuencialmente y, por lo tanto, cada uno es un informe minoritario. La situación de Anderton se explica como única, porque él, como Comisionado de Policía, recibió un aviso de las predicciones de los precognitivos, lo que le permitió cambiar de opinión e invalidar las predicciones anteriores de los precognitivos.

### Varias rutas de tiempo
La existencia de tres informes de minorías aparentes sugiere la posibilidad de tres caminos en el tiempo futuro, todos existiendo simultáneamente, cualquiera de los cuales un individuo podría elegir seguir o ser enviado siguiendo una tentación (como cuando se le dijo a Anderton que iba a asesinar a un hombre desconocido). De esta manera, los caminos del tiempo se superponen y el futuro de uno puede afectar el pasado de otro. De esta manera, la historia teje una complicada red de cruces de caminos en el tiempo y hace que un viaje lineal para Anderton sea más difícil de identificar. Esta idea de múltiples futuros permite a los precogs de PreCrimen ser beneficiosos, porque si solo existiera una ruta temporal, las predicciones de los precogs no tendrían valor, ya que el futuro sería inalterable.

### John A. Anderton
Es el protagonista del relato. Al principio, es muy inseguro, sospecha de los más cercanos a él: su esposa, su asistente Witwer. Tiene completa fe en el sistema PreCrimen y su autoridad sobre los individuos y su libertad de elección. Las malas condiciones de vida de los precogs y el encarcelamiento de los posibles delincuentes son consecuencias necesarias para el bien mayor de una sociedad segura. Cuando su propia autonomía es atacada, Anderton conserva esta fe y se convence a sí mismo de que el sistema de alguna manera se ha corrompido.
Anderton lucha por encontrar un equilibrio apropiado entre la autoridad previa al delito y la libertad individual. En última instancia, Anderton decide matar a Leopold Kaplan para afirmar el informe de la mayoría y así preservar la validez del sistema PreCrimen.

## Adaptaciones
- La película Minority Report, dirigida por Steven Spielberg y protagonizada por Tom Cruise como actor principal, se basó en este relato.
- Un videojuego Minority Report: Everybody Runs, publicado en 2002 por Activision, se inspiró en la película.
- Una serie de televisión homónima, que sirve como secuela de película original, está ambientada más de una década después de los eventos de la película y fue estrenada en Fox Network[2] el 21 de septiembre de 2015.[3]

### Diferencias entre el relato y la película
- Aunque la película de Spielberg está ambientada en Washington D. C., Baltimore y el norte de Virginia, la ubicación del relato de Dick se ambienta en la ciudad de Nueva York.
- En el relato, John Anderton es un policía de 50 años, calvo y fuera de forma que fundó PreCrimen, mientras que en la película, Anderton tiene casi 30 años, guapo, adicto a las drogas, atlético y con una cabellera llena quien se unió a PreCrimen luego del secuestro de su hijo. En cambio, un hombre llamado Lamar Burgess es quien fundó PreCrimen. Su esposa en el cuento se llama Lisa, mientras que su exesposa en la película se llama Lara.
- Los precognitivos se llamaban originalmente Mike, Donna y Jerry, y estaban deformados e intelectualmente discapacitados. En la adaptación, se llaman Agatha, Dashiell y Arthur, en honor a Agatha Christie, Dashiell Hammett y Arthur Conan Doyle (famosos autores de las novelas de crimen), hijos de adictos a las drogas, cuyas mutaciones los llevaron a soñar con futuros asesinatos, que son capturados por máquinas. Son "deificados" por los oficiales de PreCrimen, y se supone que son inteligentes (Agatha guía con éxito a Anderton a través de un centro comercial lleno de gente mientras es perseguida por PreCrimen y se ve al trío leyendo grandes montones de libros al final de la película). Al final de la película, se retiran a una casa rural donde continúan su vida en libertad y paz.
- En el relato, los precogs pueden ver otros crímenes y no solo asesinatos. En la película, los precogs solo pueden ver claramente el asesinato.
- En el relato, la futura víctima de Anderton es el general Leopold Kaplan, quien quiere desacreditar a PreCrimen para reemplazar esta fuerza policial con una autoridad militar. Al final de la historia, Anderton lo mata para evitar la destrucción de PreCrimen. En la película, se supone que Anderton matará a alguien llamado Leo Crow, pero luego descubre que Crow es solo parte de una trampa para evitar que Anderton descubra un asesinato diferente que su superior Burgess cometió hace años atrás. Al final de la película, Anderton se enfrenta a Burgess, quien se suicida y envía a PreCrimen al olvido.
- En el relato, Anderton busca a los precogs para escuchar sus "informes minoritarios". En la película, Anderton secuestra a un precognitivo para descubrir su propio "informe minoritario" y extraer la información de un crimen misterioso.
- En la película, un punto importante de la trama fue que no hubo un informe de la minoría. La historia termina con Anderton describiendo cómo el informe de la minoría se basó en su conocimiento de los otros dos informes.
- El relato de Dick termina con Anderton y Lisa exiliados a una colonia espacial después del asesinato de Kaplan, mientras que en la película termina con Anderton y Lara reunidos después de la resolución de la conspiración, esperando un segundo hijo.[4][5][6]